# Pinky & Pepper Forever
Pinky & Pepper Forever es una novela gráfica creada por Eddy Atoms. Debutó en el Toronto Comic Arts Festival de 2018 antes de ser publicada el 30 de mayo de 2018. Pinky & Pepper Forever sigue a Pinky Cooper y Pepper Parson, dos perras antropomórficas que son novias, después de que la primera se suicida en una obra de arte de performance, después de lo cual ambas van al infierno. La novela gráfica se basa en la línea de juguetes descontinuada Pinkie Cooper and the Jet Set Pets que se publicó a principios o mediados de la década de 2010.

## Trasfondo
Pinky & Pepper Forever se basa en la línea de juguetes descontinuada Pinkie Cooper and the Jet Set Pets que se desarrolló a principios y mediados de la década de 2010. El autor Eddy Atoms se inspiró para crear cómics después de asistir a ferias de fanzines e ignoró las reglas tradicionales de ilustración mientras dibujaba cómics. El primer trabajo en cómic de Atoms fue Clone Void, que Atoms describió como una historieta de «terror y ciencia ficción totalmente grotesca que probablemente repelería a la gente si la publicara hoy».

## Historia y contenido
Pinky & Pepper Forever sigue a las novias caninas antropomórficas Pinky Cooper y Pepper Parson después de que la primera se suicida en una obra de arte de performance, después de lo cual ambas van al infierno. Atoms creó la obra de arte del cómic en ilustraciones a lápiz de color, escultura y Microsoft Paint.

## Recepción
Tras su anuncio en enero de 2018, y su debut en el Toronto Comic Arts Festival de ese año, la novela gráfica fue recibida positivamente por los críticos de cómics. La crítica de The Comics Journal, Carta Monir, elogió el selección de colores, la escritura, los temas y la autenticidad del cómic y observó que «Como una lesbiana con muchas amigas artistas lesbianas, la relación representada en Pinky & Pepper Forever podría ser la representación más fiel de una relación de una estudiante de arte triste y gay que he visto». Monir predijo que Pinky & Pepper Forever «inspiraría a una generación de artistas». The Advocate elogió a Pinky & Pepper Forever como «una fabulosa comedia negra sobre dos cachorras lesbianas, decididas a permanecer juntas en la escuela de arte, la muerte y el mismo infierno». Autostraddle describió la novela gráfica como «hilarante» y dijo: «Si eres un cristiano en recuperación, estarás encantado con el cómic oscuro de [Eddy] Atoms sobre una novia devota (Pepper) que sigue a su novia muerta (Pinky) al infierno y se sorprende al descubrir que es una superestrella en el abismo eterno».
Pinky & Pepper Forever fue nominado al premio Artista Sobresaliente en los Premios Ignatz 2018. El autor Atoms fue el ganador y artista destacado de la Residencia de Cómics de Columbus 2019 del Museo de Arte de Columbus por su trabajo en Pinky & Pepper Forever. La popularidad de la novela gráfica ha crecido en los años transcurridos desde su debut, y las ventas del cómic de Silver Sprocket casi se triplicaron entre 2021 y 2022.

### Citas
1. ↑  Atoms, 2018b.
2. 1 2 3  Terror, 2018.
3. 1 2 3 4 5 6  Monir, 2018.
4. 1 2  Atoms, 2018a.
5. ↑  Enrico, 2018.
6. ↑  MacDonald, 2018.
7. ↑  Anderson-Minshall, 2018.
8. ↑  Hogan, 2018.
9. ↑  
Ignatz, 2018; Hauman, 2018.
10. ↑  Columbus Museum of Art, 2019.
11. ↑  Ehrlich, 2023.